# Taberno
Taberno är en kommun i Spanien.   Den ligger i provinsen Provincia de Almería och regionen Andalusien, i den sydöstra delen av landet, 400 km söder om huvudstaden Madrid. Antalet invånare är 1 174. Arean är 44 kvadratkilometer.
Terrängen i Taberno är kuperad norrut, men söderut är den platt.